# John Farnham
John Peter Farnham, bedre kendt som John Farnham (født 1. juli 1949 i Dagenham, England) er en engelskfødt australsk sanger. I Danmark er han bedst kendt for sangen "You're The Voice", som var et kolossalt hit i 1986.

## Diskografi
- Uncovered (1965)
- The farnham years (1982)
- Whispering Jack (1986)
- Full house (1987)
- Age of reason (1988)
- Chain reaction (1990)
- Then again (1993)
- Romeo's heart (1996)
- 33 1/3 (2000)
- The last time (2003)